# Província romana

Império Romano sob Trajano no ano : Províncias imperiais são sombreadas em verde, províncias senatoriais são sombreadas em bege e estados-clientes são sombreados em cinza

Na República Romana e depois no Império Romano, uma província era um território fora da península Itálica que tinha uma organização regular e estava sob administração romana. Nesse sentido, não havia províncias no mundo até  os romanos estenderem suas conquistas além da península Itálica. Originalmente, o termo latino "provincia" se referia à tarefa a ser realizada por um oficial ou à região geográfica na qual este oficial tinha a responsabilidade de atuar e autoridade (em latim: imperium) para fazê-lo. O segundo caso era o padrão, mas entre os exemplos do primeiro estão a Guerra de Pompeu contra os piratas e a Cura annonae, a responsabilidade pelo suprimento de cereais de Roma, duas "provinciae" sem uma fronteira geográfica definida. Um outro ponto importante é que uma "provincia" definida geograficamente nem sempre implicava na anexação deste território ao território da República, como foi o caso do comando de Júlio César sobre a Gália na década de 50. Este tipo de administração provincial ocorria geralmente depois de uma guerra e só depois que a região era pacificada que uma província formal era criada, geralmente para ser governada por um promagistrado.
Os oficiais responsáveis pelas províncias geralmente eram magistrados (cônsul, pretor, ditador) ou promagistrados (procônsul, propretor).

## História
A administração provincial de Roma surgiu com a  Primeira Guerra Púnica, que deu lugar à expansão do território da República Romana  além da península Itálica e pelas ilhas mediterrâneas. Uma província era a unidade territorial e administrativa básica e manteve-se assim até o período da Tetrarquia, (por volta de 296 d.C.). Entre os territórios dominados por Roma, é o de maior tamanho fora da península Itálica.
No seu estágio de completo desenvolvimento, o Estado romano consistia em duas partes distintas: a Itália e as províncias. A província da Gália Ulterior, na época de Júlio César era, às vezes, designada simplesmente pelo termo "província".
Um território conquistado recebia sua organização provincial sob o comandante romano, cujos atos requeriam a aprovação do senado; ou então o governo era organizado pelo comandante e um grupo de comissários indicados pelo senado. O modo como se tratava um território conquistado não era uniforme. Quando constituído em província, o território não se tornava parte integrante do Estado romano para todos os propósitos, mas mantinha sua existência nacional, embora não sua soberania.
Estima-se que um em cada dez habitantes do mundo romano vivia em áreas urbanas, o que facilitava a interação social e as atividades valorizadas pela cultura romana. A vida política, econômica e social durante os primeiros séculos do império gravitava em torno da Urbe, termo latino para "cidade", como se referiam a Roma. Roma era a sede da autoridade imperial e da administração, principal lugar de trocas comerciais entre Ocidente e Oriente, além de ser de longe a cidade mais populosa do mundo antigo, com mais de um milhão de habitantes. Por isso, milhares de pessoas afluíam diariamente à cidade, por mar e terra, enriquecendo-a de artistas e escritores de todas as regiões do império.
Existia uma clara diferença entre viver em Roma ou nas províncias: os habitantes da capital gozavam de privilégios, enquanto o peso fiscal era reservado pesadamente às províncias. Também entre a cidade e o campo, a qualidade de vida era melhor e mais agitada para os citadinos, que usufruíam de serviços públicos como termas, aquedutos, teatros e circos.
Com a crise do terceiro século, recursos foram deslocados da região do Mediterrâneo para as regiões de fronteiras, onde os imperadores precisavam passar mais tempo. Assim, no século III, cidades como Mediolano (atual Milão) Augusta dos Tréveros (atual Tréveris), no vale do rio Mosela, e Sirmio (atual Sremska Mitrovica, na Sérvia), Naísso (atual Niš) e Sérdica (atual Sófia) na região do Danúbio, Nicomédia (atual İzmit) na Ásia Menor serviram como capitais temporárias do império.

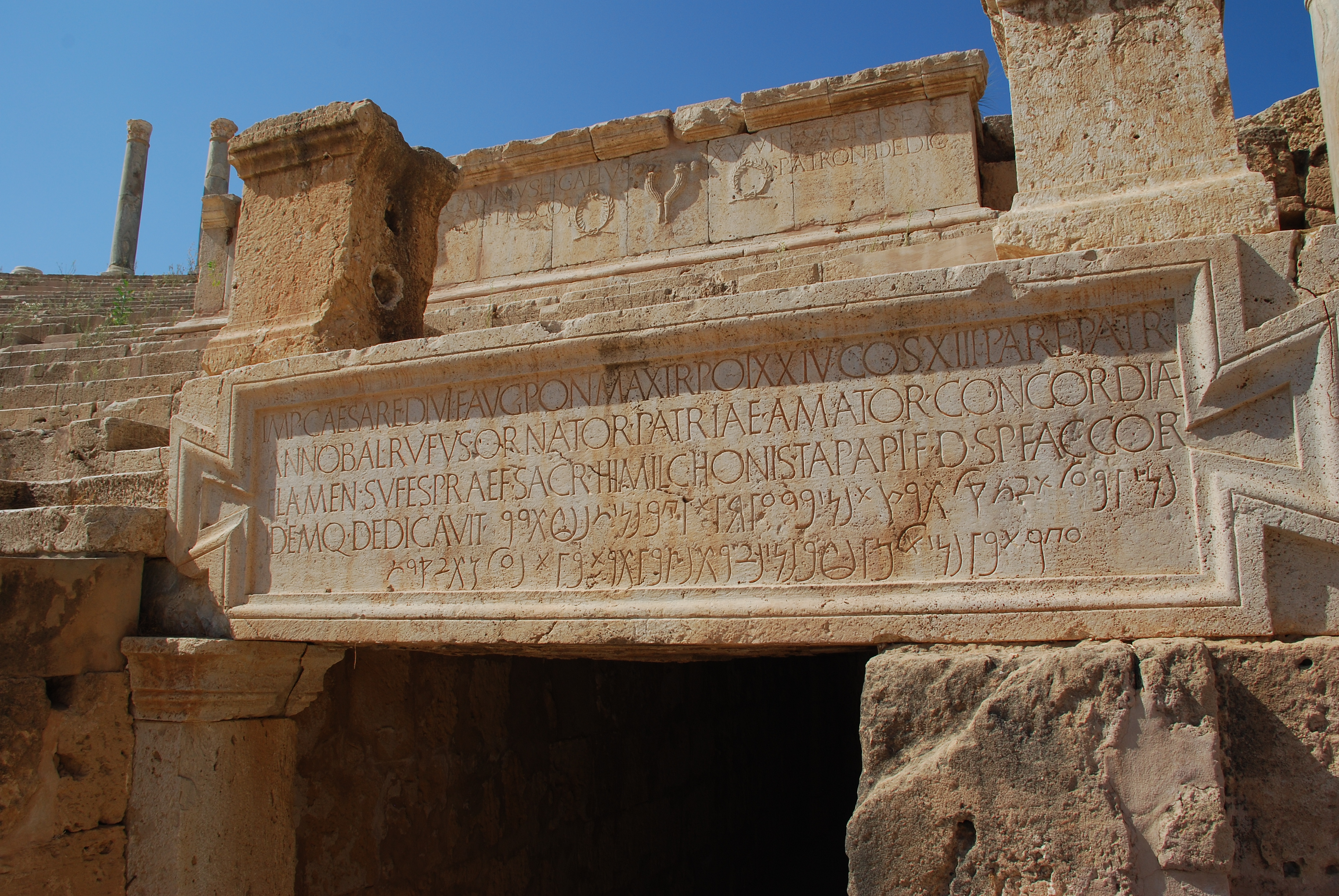
Uma placa de mármore romana bilíngue na Léptis Magna, África Proconsular (atual Líbia).

No século V, como desejado antes por Constantino, Constantinopla (atual Istambul) se impôs devido ao relacionamento de força entre um Oriente ainda próspero e um Ocidente às voltas com hordas bárbaras e sempre prostrado pela crise econômica, política e demográfica.
Depois da crise, que paralisou o império nos decênios centrais do século III, as fronteiras se tornaram mais seguras a partir do reinado de Diocleciano (284-305), o qual introduziu profundas mudanças na administração e no exército. O império pôde assim viver um período de relativa estabilidade ao menos até a batalha de Adrianópolis (378) e, no Ocidente, até os primeiros anos do século V, quando iniciaram as perigosas incursões por parte dos visigodos de Alarico I (401-402) que continuaram até culminarem no célebre saque de Roma em 410, referido pelo contemporâneo Agostinho de Hipona, como um acontecimento notável da época e, por alguns, como o fim do mundo. Os últimos dias do Império Romano do Ocidente (o do Oriente sobreviveu por mais um milênio) foram em um clima de morte e miséria pela população de muitas regiões do império, assoladas por guerra, carestia e epidemias. A consequência final foi a queda da própria estrutura imperial. As províncias eram atribuídas por períodos de um ano a governadores originários da classe senatorial, no caso de ser uma província senatorial, ou da classe equestre, no caso de ser uma província imperial, normalmente ex-cônsules ou ex-pretores. No início do ano romano (em Março, até o surgimento do calendário juliano), as províncias eram atribuídas aos governadores por sorteio, na época da república, ou nomeação, no império.
Normalmente, as províncias onde eram esperadas complicações, quer por rebeliões internas ou invasões de povos bárbaros, eram conferidas a homens mais experientes, de grau consular. A distribuição de legiões romanas pelas províncias era igualmente dependente do perigo em que se encontrava. Assim, em 14 d.C., a Lusitânia não detinha nenhuma legião permanente, enquanto que a Germânia Inferior, onde a fronteira do Reno ainda representava um problema, tinha uma guarnição de quatro legiões. As províncias mais problemáticas eram as mais desejadas pelos futuros governadores, pois problemas significavam guerra e na guerra havia a possibilidade de obter despojos, escravos para venda e outras oportunidades de enriquecimento.

## Lista de províncias da República Romana
A primeira província romana foi a Sicília, anexada pela República Romana em 241 a.C., depois do fim da Primeira Guerra Púnica. A Sardenha tornou-se província em 235 a.C.. Hispânia Tarraconense e Hispânia Ulterior, que englobavam a Península Ibérica (Hispânia para os romanos) foram obtidas em 197 a.C., de novo à custa de Cartago, no fim da Segunda Guerra Púnica. Em 167 a.C., Lúcio Emílio Paulo Macedônico adquiriu a Macedónia e a destruição de Cartago em 146 a.C. rendeu a província da África. Já no período do Império Romano, a Britânia tornou-se numa província, depois da invasão comandada por Cláudio em 43 d.C., apesar da pacificação completa ter demorado umas décadas a ser obtida.
O número e dimensão das províncias variou ao longo da história, de acordo com as políticas da metrópole. Durante o império, as maiores e mais bem guarnecidas províncias foram subdivididas em territórios menores, para evitar que um único governador detivesse demasiado poder nas mãos.
Por ordem cronológica de criação:
- 241 a.C. Sicília (Sicilia), província propretorial
- 231 a.C. Córsega e Sardenha (Corsica et Sardinia), província propretorial
- 197 a.C. Hispânia Citerior (Hispânia Citerior e Hispânia Ulterior), províncias propretoriais
- 167 a.C. Ilírico (Illyrium), província propretorial
- 146 a.C. Macedônia-Acaia (Macedônia-Acaia), província propretorial
- 146 a.C. África Proconsular (Africa proconsularis), província proconsular
- 129 a.C. Ásia (Asia), província proconsular
- 120 a.C. Gália Transalpina (Galia Transalpina), mais tarde Gália Narbonense (Galia Narbonensis), província propretorial
- 81 a.C. Gália Cisalpina (Galia Cisalpina), província propretorial
- 74 a.C. Bitínia e Ponto (Bithynia et Pontus), província propretorial
- 74 a.C. Creta e Cirenaica (Creta et Cyrenaica), província propretorial
- 64 a.C. Cilícia e Chipre (Cilicia et Cyprus), província propretorial
- 64 a.C. Síria (Syria), província propretorial
- 30 a.C. Egito (Aegyptus), província propretorial, com governador especial chamado prefeito do Egito
- 29 a.C. Mésia (Moesia), província propretorial
- 43 d.C. Lícia (Lycia), província propretorial

## Lista de províncias romanas por volta de 117
1. Hispânia Bética (Hispania Baetica)
2. Lusitânia (Lusitania)
3. Hispânia Tarraconense (Hispania Terraconensis)
4. Gália Narbonense (Gallia Narbonensis) (era a província romana, cuja etimologia persiste no nome medieval e moderno da Provença)
5. Gália Aquitânia (Gallia Aquitania)
6. Gália Lugdunense (Gallia Lugdunensis)
7. Gália Belga (Gallia Belgica)
8. Britânia (Britannia)
9. Germânia Inferior (Germania Inferior)
10. Germânia Superior (Germania Superior)
11. Récia (Raetia)
12. Itália (Italia)
13. Sicília (Sicilia)
14. Córsega e Sardenha (Corsica et Sardinia)
15. Alpes Peninos (Alpes Poenninae)
16. Alpes Cócios (Alpes Cottiae)
17. Alpes Marítimos (Alpes Maritimae)
18. Nórica (Noricum)
19. Panônia (Pannonia)
20. Dalmácia (Dalmatia)
21. Dácia (Dacia)
22. Mésia Superior (Moesia)
23. Mésia Inferior (Moesia)
24. Trácia (Thracia)
25. Macedônia (Macedonia)
26. Epiro: Velho Epiro (Epirus vetus) e Novo Epiro (Epirus nova)
27. Acaia (Achaea)
28. Ásia (Asia)
29. Bitínia e Ponto (Bithynia et Pontus) - subdivida em Ponto Galático, Ponto Polemoníaco e Ponto Capadócio
30. Galácia (Galatia)
31. Lícia e Panfília (Lycia et Pamphilia)
32. Pisídia (Pisidia)
33. Cilícia e Chipre (Cilicia et Cyprus)
34. Capadócia (Cappadocia)
35. Arménia (Armenia) - ver também Armênia Menor (Armenia Minor)
36. Sofena (Sophene)
37. Síria (Syria)
38. Judéia (Iudaea), depois Palestina (Palestina)
39. Arábia Pétrea (Arabia Petraea)
40. Egito (Aegyptus)
41. Creta e Cirenaica (Creta et Cyrenaica)
42. Numídia (Numidia)
43. África Proconsular
44. Mauritânia Cesariense (Mauretania Cesariensis)
45. Mauritânia Tingitana (Mauretania Tingitana)